# Башири, Зариф Шарафутдинович
Зари́ф Шарафутди́нович Башири́, (тат. Зариф Шәрәфетдин улы Бәшири; 5 мая 1888, дер. Чутеево Цивильского уезда Казанской губернии (ныне Кайбицкий район Татарстана) — 21 октября 1962, Уфа, Башкирская АССР) — татарский советский писатель, поэт, переводчик, публицист и этнограф, педагог.

## Биография
Зариф Башири родился 5 мая 1888 в деревне Чутеево Цивильского уезда Казанской губернии (ныне Кайбицкий район Республики Татарстан) в семье имама 1-й соборной мечети села Чутеево Шарафетдина Тазетдиновича Баширова. По национальности татарин.
С 1898 года по 1902 год учился в медресе «Нурия» г. Буинска. Затем, с 1902 по 1904 год продолжал учёбу в медресе д. Акъегетово. По окончании медресе, поработав один учителем в родной деревне, поступил в медресе «Мухаммадия», которое окончил в 1908 году.
На период учёбы в медресе «Мухаммадие» приходятся первые публикации Башири. Так, в 1905 году в газете «Казан мөхбире» («Казанский вестник») появляется первые его стихотворения «Да здравствует свобода!» и «Обращение к Думе». В последующем публиковался и в журналах «Шура» («Совет») и «Чүкеч» («Молоток»), газетах «Фикер» («Мысль»), «Йолдыз» («Звезда»), «Вакыт» («Время»). Создавал произведения на татарском, узбекском, уйгурском, а также на башкирском и русском языках.
В 1908 году переехал в город Оренбург, где за 1908—1910 гг. издано 8 стихотворных сборников «Звуки речки Тутый», «Стихотворения», «Весеннее солнце» 1908 г. «Утренний звон», «На память», «Утешающее и пробуждающее», «Весенняя капель» 1909 г., «Колыбель чувств» 1909 г. Работал корректором в типографии «Каримов, Хусаинов и К°». Далее наряду с должностью заведующего-секретаря в журнале «Чүкеч» («Молоток»). Занимался научными исследованиями, итогом работы является написание и издание в 1909 г. этнографических очерков «Чуваши» и «Мещеряки».
С 1910 года преподавал татарский и русский языки и литературу в деревнях Аллагулово и Верки Пензенской и Тамбовской губерний. Большой интерес вызывает вышедшая в 1911 г. повесть «Чуаш кызы Әнисә» («Чувашская девушка Аниса»).
С 1913 года на преподавательской работе в г. Капал (ныне Казахстан). Изучает языки, жизнь и быт казахского, уйгурского и узбекского народов. С 1917 г. в редакциях газет и сатирического журнала «Садак» («Луч») в городе Верном (с 1921 года Алма-Ата).
1918—1919 годы — заведующий отделом народного образования г. Джаркент (Казахская АССР). Позднее — работает в образовательных учреждениях г. Ташкента, занимает ответственные посты в редакциях газет и журналов.
Работает над романом «Тау култыкларында» («В ущельях»). Пишет пьесу «Садыр Хонрук», постановка которой в 1923 г. уйгурским театральным коллективом при Доме национальных меньшинств г.Алма-Ата стала одной из первых театральных постановок на уйгурском языке.
С 1921 года является членом совета ассоциации пролетарских писателей. В 1920—1930 гг. преподавал узбекский и уйгурский языки и литературу в Среднеазиатском государственном университете (Узбекская АССР г. Ташкент). В этот период в Казани вышли в свет сборники «Узбекская литература», «Уйгурская литература», «Чувашская литература» (перевод и вступительное слово З. Башири), цель которых — знакомство татарского читателя с национальными литературами этих народов.
В 1925 г. в г.Самарканде общественность Узбекистана отметила двадцатилетие литературно-творческой деятельности З. Башири. В 1928 г. выпущена повесть «Ефәк күлмәк» («Шёлковое платье») на татарском языке (на узбекском языке в 1927).
1930—1931 годы жил и работал в Донбассе в г. Сталино заведующим отделом литературы татарской газеты «Пролетар» («Пролетарий»). В 1931—1933 гг. в городе Москва Народный Комиссариат Финансов РСФСР — старший инспектор. В 1933 году приезжает в г. Уфа на должность инспектора в Народный Комиссариат Финансов Башкирской АССР, с 1933 г. работает над повестью «Каракош яуы» 1937 г. (издана на башкирском языке в 1958 г). В 1936 году Правительством БАССР назначена персональная пенсия. В 1938 году принят в члены Союза советских писателей БАССР (ныне Союз писателей Республики Башкортостан).
Репрессирован как «националист» («султангалиевщина»). 29 апреля 1938 года арестован, осуждён по ст.58 ч.2-8-11 как «враг народа». В 1938—1943 год отбывал срок на Колыме (ГУЛАГ). Затем в Белебеевском районе БАССР в ссылке до 1948 года. В 1948 году вернулся в Уфу. Реабилитирован 19 сентября 1956 года. С родных снято «клеймо» — жена и дети врага народа. 30 октября 1956 года восстановлен в Союзе писателей Башкирии как «один из старейших татарских писателей».
В Казани и в Уфе после 27-летнего перерыва начинают печататься ранее не опубликованные произведения Башири. Ему принадлежит вышедшая в 1958 году в Башкиркнигоиздате повесть «Нашествие Карагоша» («Ҡарағош яуы») на башкирском языке и в 2013 году на русском языке в журнале «Бельские просторы» (№ 6 июнь 2013 г.), где описывается события восстания Чёрного орла в 1920 году. В том же году в Казани вышла книга «Сайланма әсәрләр» («Избранные произведения»). В последние годы жизни работа над мемуарами «Воспоминания о современниках» изданная в сокращённом варианте в 1968 г. Сейчас в архиве Института языка, литературы и истории им. Г. Ибрагимова Академии наук Республики Татарстан в фонде № 57 хранятся 75 дел (рукописи, материалы, автографы) и уже готовые к печати подборки стихов в трёх томах, составленные самим автором — «Мысли мои», «Цветы мои», «Мои дни», кроме этих произведений — повесть в стихах «В сёлах буря» и роман «Непостоянство или на злобу дня».
Умер в 1962 году, похоронен на Мусульманском кладбище г. Уфы.

## Память
- 5 мая 2012 года — начал свою деятельность «Центр культуры и дружбы имени Зарифа Башири Республики Башкортостан».[12]